# Lady Franklin Island
Lady Franklin Island är en ö i Kanada.   Den ligger i territoriet Nunavut, i den östra delen av landet, 2 100 km norr om huvudstaden Ottawa. Arean är 1,7 kvadratkilometer.
Terrängen på Lady Franklin Island är lite kuperad. Öns högsta punkt är 218 meter över havet. Den sträcker sig 2,6 kilometer i nord-sydlig riktning, och 1,6 kilometer i öst-västlig riktning.